# ワールドスタジアムEX
『ワールドスタジアムEX』(WORLD STADIUM EX) はナムコ (後のバンダイナムコエンターテインメント) より発売されたPlayStation用の野球ゲーム。同社の人気シリーズであるファミスタ、ワースタシリーズの流れを汲む作品。ナムコの野球ゲーム初のPlayStationソフトで、数々の新要素が搭載された。

## 概要
従来のファミスタ、ワースタシリーズではグラフィックが2Dの平面だったのに対し、本作では球場がフルポリゴンで描かれるようになり、ホームランを打った際、リプレイの際に様々なカメラワークが多用されるようになった。また、オープニングにはシリーズ初のムービーが収録されている。
従来のファミスタシリーズでは3頭身のキャラクターだったが、本作からは4頭身のキャラクターになり、従来のファミスタの約6.5倍の滑らかな動きを実現している。
ゲームシステム的にも変更が加えられている。従来のファミスタシリーズでは投球後に方向キーを入れることでボールをリアルタイムに曲げることで変化球にしていたが、本作では投球時に球種を選択するようになった。フォークボールは「落ちる球」ではなく、「急速にスピードが落ちる球」になったため、タイミングさえ合えば打つことも可能になった。ただし、このシステムは続編の「ワールドスタジアム2」以降では採用されずファミスタシリーズのシステムに戻ったため、本作のみのシステムになった。
BGMの選択が可能で「コミカル」にするとオーダインやドラゴンセイバーなど数々のナムコのゲームのBGMが流れる。BGMは全部で100種類以上。

## 分身くん
今作より加わった新要素。キャラクターを自分で作成できる。名前やポジションを入力後、ミニゲームによる入団テストが行われ、その成績に応じてキャラクターの性能が決まる。長打テストでは本塁打の数、安打テストでは打率、走塁テストでは走力、守備テストでは捕球率と肩の力が決定される。ピッチャーの場合は長打テストの代わりに投球テストが行われ、動く的に命中させた数に応じて得意な球種が決定される。

## ネジコン対応
ナムコより発売されていたコントローラーをねじって操作するコントローラー「ネジコン」に対応している。打撃時は左右方向の打ち分けはコントローラーのねじり具合で、Iボタンを浅く押すとミートスイング、深く押すとパワースイングとなる。投球時はIボタンを浅く押すとスローボール、深く押すと速球となる。

## チーム
チーム名、選手名は実名だが、球場はファミスタ・スーパーファミスタシリーズと同様許可を得ていないため架空の名前になっている（ワールドスタジアム4以降は実名化）。

### セントラルリーグ
- ヤクルトスワローズ- 神宮の杜球場（明治神宮野球場）
- 広島東洋カープ - 広島県民球場（広島市民球場）
- 読売ジャイアンツ - 東京ビッグドーム（東京ドーム）
- 横浜ベイスターズ - ベイサイドスタジアム（横浜スタジアム）
- 中日ドラゴンズ - 中部日本球場（ナゴヤ球場）→中部日本ドーム（ナゴヤドーム）
- 阪神タイガース - 六甲山球場（甲子園球場）

### パシフィックリーグ
- オリックスブルーウェーブ - ブルースタジアム（グリーンスタジアム神戸）
- 千葉ロッテマリーンズ - マリーナスタジアム（千葉マリンスタジアム）
- 西武ライオンズ - 所沢球場（西武ライオンズ球場）
- 日本ハムファイターズ - 東京ビッグドーム（東京ドーム）
- 福岡ダイエーホークス - 博多ドーム（福岡ドーム）
- 近鉄バファローズ - 河内球場（藤井寺球場）→なにわドーム（大阪ドーム）

### スペシャルチーム
オープン戦でのみ使用可能なゲームオリジナルのチーム。EXでのホーム球場はいずれもシューティングゲーム『ゼビウス』をモチーフにした「ゼビウススタジアム」。なお、裏技で「かせんしき球場」も登場する。
- ナムコスターズ（全シリーズに登場）
  - イニシアルは「N」。ピノ（トイポップ）、コズモ（コズモギャング）、平四郎（ソウルエッジ）などファミスタシリーズおなじみナムコキャラのチーム。ユニフォームは白と赤。ビジターはシャツが赤、ホームは白でワンポイントに青が入っている。グラフィックが従来のファミスタシリーズや野球くんのような3頭身になっている。
- ワールドスターズ（EXに登場）
  - イニシアルは「W」。アーサー、ヤマトタケル、孔明、信長など伝説や歴史に名を残した英雄たちのチーム。ユニフォームはビジター用が赤と濃紺、ホーム用が白で、ヘルメットは王冠のような形になっている。非常に高い能力を持つ。
- メカニカルロボッツ（EXに登場）
  - イニシアルは「R」。モーター1、シャフトン、ナットロン、ピストンQなどロボットたちのチーム。守備が堅い。ユニフォームの色はビジター用が黄色と黒でホーム用は黄色と水色。
- 草野球エラーズ（EXに登場）
  - イニシアルは「E」。守備能力だけでなく選手の能力が非常に低いチーム。ユニフォームはビジター用は水色と黄色、ホーム用はピンク色のユニフォームでヘルメットはネコの顔のような形になっている。なぜかウグイス譲に「たろうくん」という風に「くん」づけで呼ばれる。
- メリケンウォーリヤーズ
  - イニシアルは「M」。メジャーリーガーが名前の一部を変えて登場。ジャンソウ、ペドルチナ、マダッテバ、マグオレオ、ミーサ、ピンズなど。過去にははままじん、イチゴー、つよいじょうなど日本人も登場していた。ユニフォームの色は黒。
- 幕末レボリューションズ（3に登場）
  - イニシアルは「R」。幕末に活躍した人物を中心に編成。西郷、利通、竜馬、小五郎、晋作、具視など。ユニフォームの色はホーム用は白、ビジター用は紫色。
- 徳川チェリーズ（3に登場）
  - イニシアルは「C」。徳川15代将軍、新撰組、幕府との関係がある人物を中心に編成。徳川将軍では家康、吉宗、慶喜など。新撰組では近藤、沖田、土方。幕府との関係がある人物では直弼、海舟などが登場。

## 続編
ワールドスタジアム2（1998年4月29日発売）
ゲームシステムが従来のファミスタシリーズのものに戻った。バッター、ピッチャーがポリゴンで描かれるようになった。BGMを自分で入力できる「作曲くん」モードが登場。通常のコントローラー、ネジコンに加えアナログコントローラにも対応。歴史シミュレーションゲーム風の「戦国!国盗リーグ」モードがある。
TVCMには掛布雅之が出演した。
ワールドスタジアム3（1999年4月8日発売）
PocketStationに対応し、分身くんをポケステで育成できるように。デュアルショックの振動機能にも対応。「幕末!国盗リーグ」モードがある。
TVCMには中畑清が出演した。
ワールドスタジアム4（2000年3月23日発売）
リーグ戦に独自のルールが採用される。また、野球のルールそのものを変更できる「カスタマイズモード」追加。試合中に流れる応援BGMを自分で作曲できるモード、作曲くんを携帯電話の着メロとして利用できる「着信くん」が追加。計100曲のサンプル曲が用意されている。対応している携帯電話の液晶画面と見比べて確認できる機能が搭載している。球場名が実名化。使用できる球団はプロ野球12球団を含む全14チーム。
TVCMには川藤幸三が出演した。
ワールドスタジアム5（2001年5月10日発売）
新モードとして他球団から選手を獲得してオリジナルチームを作る「ぞくぞく海賊リーグ」が追加。PlayStation用としてのナムコの野球ゲームはこの作品が最後となり、PlayStation 2向けには『熱チュー!プロ野球2002』などリアル系の野球ゲームがリリースされた（ただし、『熱スタ』には「ファミスタモード」が収録された）。